# Jüngling

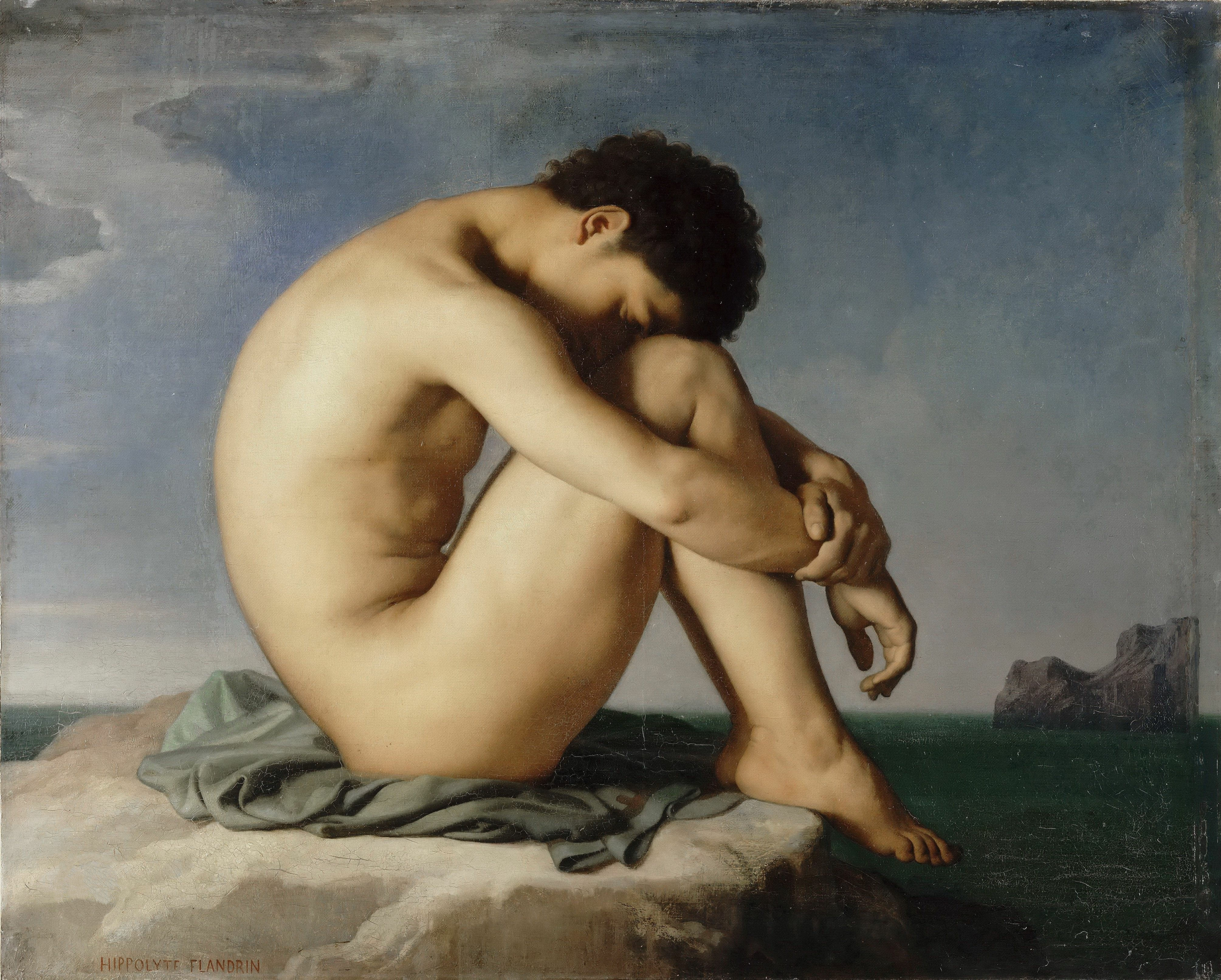
Jüngling am Meeresufer, Gemälde von Hippolyte Flandrin, 1837

Mit Jüngling wird in der deutschen Hochsprache ein junger Mann bezeichnet, der nicht mehr Knabe, aber noch nicht erwachsen ist. Im antiken Griechenland war hierfür der Begriff des Epheben gebräuchlich.

## Begriffsabgrenzung
Der Ausdruck unterscheidet sich in der Wertung von Wörtern wie Junge, Pubertierender oder Halbstarker und älteren Wörtern wie Bube und Bursche.

## Jungfräulichkeit
Mit dem Wort Jüngling kann auch etwas Reines, Makelloses betont werden. Bis ins 19. Jahrhundert war der Jüngling das männliche Pendant zur Jungfrau. Im Japanischen hat sich der Begriff Dōtei bis heute gehalten. Zum Ausdruck der Jungfräulichkeit (Virginität) haben sich Anfang des 19. bis Anfang des 20. Jahrhunderts in vielen Orten Deutschlands Jünglingsvereine gegründet.

## Kunst
In der bildenden Kunst wird der Jüngling ikonographisch als bartlos dargestellt (vgl. Kouros). Beispielhafte Jünglingsgestalten in der Dichtung sind  der Hyperion von Hölderlin und der Ferdinand in Kabale und Liebe von Schiller.